# 処刑の部屋
『処刑の部屋』（しょけいのへや）は、石原慎太郎の短編小説。1956年（昭和31年）、雑誌『新潮』3月号に掲載。同名のタイトルの映画作品（太陽族映画）も1956年（昭和31年）6月に公開された。
何かと賛否両論の別れた石原の初期作品の中では比較的、作家や文芸批評家らから好意的に受け入れられ、心の動きと肉体の痛みをリアルに描いた作品として、文学的にはもっとも評価された石原の短編小説である。一方で、同作を原作として製作された映画は、石原文学の観念性が除去され、直情的行動のみが描き出されたため議論を呼ぶこととなった。

## あらすじ
大学生の克己は、親友の良治が主催したパーティーの上りのさや（収益金）を狙いに来た竹島らM大のグループにわざと近づき、良治らが金を運ぶ車を教えた。克己と共に花やかな戦歴を誇っていた良治は近頃、高校時代とは人が変り、克己が遊びに誘っても乗らず、喧嘩もしなくなっていた。克己はそんな良治とM大グループを鉢合わせて、良治が以前のように乱闘する勇ましい姿を期待したが、良治はM大の連中に金をすんなり渡した。がっかりしてM大の竹島のいる酒場の裏部屋に行った克己は彼らがピストルで良治を脅したことを知る。
帰ろうとした克己を、竹島らが捕らえリンチをする。そこへ竹島の仲間の石川とその従妹の顕子が来た。顕子は以前に克己がビールに睡眠薬を入れて犯し、付き合っていた女だった。克己に遊ばれ捨てられた恨みを持つ顕子は克己に平手打ちし泣き崩れる。石川らはますます克己を暴行するが、顕子はナイフで克己を縛っていたベルトを切り、逃がそうとした。怒ったM大の連中はさらに克己の腹を割れたビール壜で突き、克己を店の外へ放り出して去って行った。克己は左手で、傷口から出た腸を押さえながら、指の千切れかかった右の掌で地面を掻き、裏通りを目指して這って行った。

## 作品評価・解釈
『処刑の部屋』の文学的な評価は石原文学の中では比較的評価が高く、酷評の混じっている『太陽の季節』や『完全な遊戯』に比べると総体的に安定した評価がなされている。
山本健吉は、『処刑の部屋』について、「背徳をえがきながら実に健康」で、「小説の原型への郷愁さえこの中に脈打っている」とし、以下のように評している。
『処刑の部屋』と『黒い水』が石原慎太郎の小説で「最もいいもの」と評する三島由紀夫は、その会話の場面にリアリティーがあるとして以下のように解説している。
その設定や構成については、『太陽の季節』のようなブルジョア家庭の背景がないため、主題が矛盾なく提示され、舞台と登場人物も「特殊化」され、「いきいきとして写実的な会話で物語がつながれながら全体は抽象化」し、「甘さの印象を与へかねない〈愛〉の主題」が引っ込められている代りに、「反理知主義、反知性主義が正面に押し出されてゐる」とし、「インテリの劇画」的な吉村という「非力な」登場人物も配置され、「多分にメロドラマティックな調子で、血なまぐさいクライマックスへ向つて押しすすめられる」物語の構成には「ほとんど瑕瑾がない」と三島は評している。
また、作中の「反知性主義」の最も重要な一行として、〈これが夢か、こんなに手応えがあるじゃねえか〉という主人公・克己の言葉を挙げ、その「ひたすら〈張って行く肉体〉に対する克己の信仰」には、自らの行動の「無意味」を要請するものがあり、克己は〈本当に自分のやりたいこと〉をやろうとするが、それが何であるのかを知らない状況に自らを置きつづけるために、「最後に彼が縛られてあらゆる行動を剥奪される成行」は、いかにもそれを象徴的に表すが、作者・石原の主眼はその先にあると三島は説明しつつ、「抵抗も責任もモラルも持たない行為が、肉体の苦痛の強烈な内的感覚に還元されるところに、一篇の主題がこもつてゐる」とし、その理由を、「肉体の苦痛の究極は、（彼が克己であつてもなくても）、知性の介入を厳然と拒むから」だと考察している。そして、苦痛が「厳密に肉体的なものである」ということに、「克己が今まで求めて来た本当の〈無意味〉」があり、「どんな野放図な行動にも平然と無意味を見てゐた主人公が、自分の置かれた究極の無意味の中に、意味を見出さうとするところでこの作品は終る」とし、以下のように論じている。
また三島は、「力の勝利」と「知性の勝利」がオリンピックの冠のように相似るのは、「勝利」の性質が「肉体の向う側」へ人を放り出し、「勝利」（幸福）を人は「厳密に肉体的に味はふことができない」からであり、「幸福といふのは精神の発明物」であるからだとし、しかしそれが「敗北」においては二者（力と知性）が「截然と」違う様相となり、肉体と力が「生々しい知性への侮蔑」を表わすのは、「肉体的敗北は明白な苦痛」だからであり、「苦痛こそ純肉体的領域であつて、どんな精神的苦痛も目前の歯痛を鎮めることはできないのだから」と説明しつつ、〈これが夢か、こんなに手応えがあるじゃねえか〉の一行に、『処刑の部屋』の芸術的特色があるとし、その時の克己は、「夢」と「手応へ（現実）」の中間にいて、その場面は、克己の考えた「現実」が、物語の始まりからどんどん「限局」「圧縮」され、「かつて思ひのままに行動した世界の花やかなひろがりは、記憶の中の喚起にすぎず、圧縮された現実はつひにベルトに縛られた掌の感触の一点にまで絞られて、ともすると夢がこの現実をくつがへしてくれさうな予感にをののきながら、主人公が小さな一点の感触に向つて必死に集中する」と考察しながら、「この件りは、石原氏の書いた最も美しい文章の一つである」と評している。

## 映画
『処刑の部屋』（大映）1956年（昭和31年）6月28日封切。併映短編は『売春』、7月5日より『月の講道館』。1962年9月9日に成人映画として大映系の映画館で再上映。その際の併映は『銭形平次捕物控・死美人風呂』。
市川崑監督が日活から大映へ移籍後の第1作。川口浩の初主演作品でもある。石原原作の小説を映画化した『太陽の季節』や『狂った果実』とともに「太陽族映画」と呼ばれた。惹句は、「『俺達はしたい事をするんだ！』青春の奔流のまゝに爆発する現代学生の生態！」である。
調布にあった大映東京撮影所の企画部長だった土井逸雄が、移籍第1回の御祝儀として企画したもので、大映らしくない題材として原作が選定された。企画者の土井は話題作になると意気込んでいたが、当の市川は映画化を引き受けたものの気乗りせず、「内容を原作と変えますよ。それを原作者に言っといて下さい」と念を押した上で、『太陽の季節』を鑑賞して映画作りの参考にしたが、撮影中は、初めて組んだカメラマンの中川芳久と大映らしくないイメージを擦り合わせることに苦労したという。
映画はヒットを記録したが、社会的な圧力も強く、朝日新聞の井沢淳が公開前日に紙面の映画評で「永田大映社長殿、上映を中止していただきたいと思いますが、それが無理なら、主人公が睡眠薬で女子大生を睡らせて犯す部分を切っていただきたい。グランプリ・大映の名誉のためにも」と激しく非難し、これを受けて、6月30日に神奈川県で本作の18歳未満の鑑賞が禁止となった。後日、市川は井沢とキネマ旬報1956年8月下旬号の誌面で井沢と論戦を行った。本作のストーリーを真似た学生たちによる薬物混入の強姦犯罪が多発した事を踏まえ、「映画は一種のマスコミであり、社会的影響への自覚を持つべきだ」と主張する井沢に対し、市川は「映画はレジスタンスとしての芸術であるべきだ」と応戦し、作品のモチーフだけでなく描写自体をよく見るよう主張した。ただ、当時の市川の太陽族に対する考え方は原作者と食い違っており、映画自体も主人公より主人公の両親にウェイトが置かれている。本作の試写を見た石原慎太郎は「僕の小説と全然違うものが出来ちゃった」と明言し、市川は「やや批判的ではあるけれども、あなたが訴えている主題を尊重した上で、僕なりの映画を作ったんだ」と応じたという。

### スタッフ
- 監督：市川崑
- 製作：永田秀雅
- 企画：土井逸雄
- 原作：石原慎太郎
- 脚色：和田夏十・長谷部慶次
- 撮影：中川芳久
- 照明：泉正蔵
- 美術：下河原友雄
- 録音：須田武雄
- 編集：中靜達治
- 助監督：中村倍也
- 音楽：宅孝二
- 記録：土屋テル子
- 製作主任：熊田朝男
- スチール：宮﨑忠男

### キャスト
- 島田克巳：川口浩
- 青地顕子：若尾文子
- 島田半弥：宮口精二
- 島田はる：岸輝子
- 伊藤：梅若正義
- 茂手木教授：中村伸郎
- 毛利さん：南弘二
- ちぢれ髪の教授：伊東光一
- 製パン工場の男：丸山修
- リズムガイズのマネージャー：春本富士夫
- レシーヌの女子学生A：宮戸美知子
- シレーヌの女子学生B：杉本文子
- 銀座の女子学生A：池原幸子
- 銀座の女子学生B：葉山たか子
- リカちゃん：樋口峰子
- 女給A：城川暁子
- 女給B：芥川竜子
- 医者：中田勉
- 新聞記者A：中条静夫
- 新聞記者B：津村雅弘
- 相手のない学生服：飛田喜佐夫
- ゲーム取りの少女A：住友久子
- ゲーム取りの少女B：高野英子
- プリンセスの支配人：南方伸夫
- 畳屋のおかみさん：松村若代
- 小料理屋の女中A：美川陽子
- 小料理屋の女中B：梶恵子
- 良治：小高尊
- 吉村：平田守
- 相川：山崎直衛
- 竹島：川崎敬三
- 京子：瀬戸ヱニ子
- J大生杉：入江洋佑
- J大生浅尾：高橋正光
- J大生犬養：島崎喜美男
- J大生内藤：黒須光彦
- J大生石川：月田昌也
- U大生小山：伊藤直保
- U大生加賀見：中江文男
- U大生米良：松沢英夫
- 支店長：竹内哲郎
- 課長：大塚弘
- その他：早稲田大学演劇科
- 役名不明：宮島城之、島田重雄、川見和夫、袋野元臣

### その他
- この映画の公開後、作品に影響を受けたとして強姦事件などが起こった。19歳の無職の少年5人によって強姦目的の女性監禁事件が起こっている。また中学3年生が隣りの家に忍び込んで砂糖壷に睡眠薬を仕込んだことによって、主婦が誤って飲み昏睡状態に陥る事件が起こった[9]。他にも16歳の高校生7人によってカルモチン入りのジュースを飲ませ昏睡状態にさせた強姦事件が起こっている[10][11]。1959年には高校3年生5人が女子高校生5人とコーヒーを飲んでいる時に、隙を見て1人の女生徒のコーヒーに睡眠薬を入れて飲ませ、近くの旅館に連れ去るという暴行未遂事件が起こっている[12]。
- 映画の脚本が執筆されている頃、原作者の石原慎太郎が実弟の石原裕次郎を映画の主役に起用したいと要望し、監督の市川崑と大映常務の松山英夫がオーディションをすることになった。市川が「あなたのお兄さんが主役に推薦しているんだけど、俳優をやる気があるの？」と質問すると、裕次郎は「今はまだはっきり考えていません」と正直に答えたので、大映の社風でもあった社長の永田雅一にも面通しをさせたが、まぁいいだろう程度の反応しか見せなかった。そこで主役をやるか否かは裕次郎に判断を委ねる事とし、裕次郎も「ありがとうございました」と礼儀正しく頭を下げて、その日は終了した。後日、石原慎太郎から「あいつ、やっぱり日活のほうが、雰囲気が合っているらしくてね。このままやりたいって言ってるんだ」という断りの連絡が入り、映画の主役は川口浩が起用された[13]。結果的に慎太郎が同様の形で売込を図り、本作の2週間後に公開となった『狂った果実』への主演が決定したために、この話は流れた。市川はその後、1963年に公開された裕次郎主演の『太平洋ひとりぼっち』で監督を務めるまで、一度も彼と会うことはなかったという[14]。